# Rodolfo Rodríguez Mojica
Rodolfo Rodríguez Mojica (Calle Blancos, 27 febbraio 1980) è un ex calciatore costaricano, di ruolo centrocampista.

## Carriera

### Club
Debutta in Costa Rica col Deportivo Saprissa nella stagione 1998-1999. Dal 2000 al 2004 giocò in prestito con Municipal Osa e AD Guanacasteca. Nel 2004 passò al Liberia, e nel 2005 al Brujas. Quindi passa in prestito all'Haugesund e ritorna al Brujas. Nel 2008 ritorna in prestito all'Haugesund.

### Nazionale
Rodolfo "Fofo" Rodríguez è anche un membro della squadra Nazionale della Costa Rica con la quale debuttò nel febbraio 2007 contro Trinidad e Tobago ed è andato in competizione nella Gold Cup 2007. Nel 1997 partecipò al Campionato del Mondo FIFA Under-17.